# Картіні
Картіні (Раден Адженг Картіні (індонез. Raden Adjeng Kartini); 21 квітня 1879, Центральна Ява, Нідерландська Ост-Індія — 17 вересня 1904, Центральна Ява
, Нідерландська Ост-Індія) — індонезійська громадська діячка та активістка, ідеолог жіночої освіти, вважається першою феміністкою Індонезії.

## Життєпис
Походила з аристократичної яванської сім'ї, здобула освіту західного зразка. Виступала проти старих феодальних звичаїв, підкреслювала необхідність навчання жінок, виступала проти багатоженства та шлюбів у дитячому віці. Вважала просвітництво головним чинником розвитку індонезійської нації. Створила першу в країні школу для дівчаток. Була попередницею національно-визвольного руху, учасники якого зазнали певного впливу її ідей. «Рух яванців тільки зароджується, – писала вона у 1900, маючи на увазі, по суті, всіх індонезійців. — У майбутньому боротьба розгорнеться, і тим, хто опиниться в лавах борців, доведеться битися не лише з конкретним противником, а й з м'якотілістю своїх одноплемінників. Метою цієї боротьби стануть інтереси нації».
Листування Картині з європейськими друзями видано в 1911 під назвою «Від темряви до світла» допомогла популяризувати її погляди. 
У сучасній Індонезії Картіні розглядають як один із символів національного руху: на її честь названо школи, а сама вона посмертно отримала звання національної героїні. Померла під час пологів.

## Нагороди
- Національний герой Індонезії (1964) [10]

## Пам'ять
- Фільм «Картіні» (1981, режисер Шуманджая )

## Книгопис
- 1912, Raden Adj. Kartini, Door duisternis tot licht, with a foreword by J.H. Abendanon, The Hague
- 1920, Raden Adjeng Kartini, Letters of a Javanese princess, translated by Agnes Louise Symmers with a foreword by Louis Couperus, New York: Alfred A. Knopf, ISBN 0-8191-4758-3 (1986 edition), ISBN 1-4179-5105-2 (2005 edition)